# Bedotia marojejy
Bedotia marojejy is een straalvinnige vissensoort uit de familie van de bedotia's (Bedotiidae). De wetenschappelijke naam van de soort is voor het eerst geldig gepubliceerd in 2000 door Melanie L.J. Stiassny en Ian J. Harrison.
De soort is endemisch in Madagaskar en werd aangetroffen in het Nationaal park Marojejy.